# Raúl Tamudo
Raúl Tamudo (Santa Coloma de Gramenet, 1977. október 19. –) spanyol válogatott labdarúgó, csatár. Az Espanyol legendája, közel egy évtizedig csapatkapitánya. Két Spanyol kupát nyert csapatával, amely történetének  ő a legeredményesebb focistája. A spanyol első osztályú bajnokságban 407 meccset játszott, ezeken 146 gólt ért el.